# Historie vědy o změně klimatu

Poměrový spektrofotometr Johna Tyndalla (kresba z roku 1861) měřil, kolik infračerveného záření bylo absorbováno a emitováno různými plyny vyplňujícími jeho centrální trubici.

Historie vědy o změně klimatu popisuje objevování a studium událostí změny klimatu v kontextu geologických a historických časových měřítek, včetně globálního oteplování, ke kterému dochází od 20. století. Systematický výzkum přirozených klimatických změn začal v první polovině 19. století postupnou rekonstrukcí cyklů doby ledové a dalších klimaticky vyvolaných změn prostředí v kontextu paleoklimatologie a kvartérního výzkumu. Již na konci 19. století se předpokládalo, že člověk ovlivňuje klimatický systém Země prostřednictvím skleníkových plynů, ale až do 60. let 20. století byly takové výpočty silně zpochybňovány. Podrobné popisy historie výzkumu klimatických změn, zejména antropogenní změny klimatu pozorované v průběhu 20. století, lze nalézt například v kapitole 1 Čtvrté hodnotící zprávy IPCC a podrobněji od amerického fyzika a historika vědy Spencera R. Wearta.
Zatímco skleníkový efekt byl objeven již v roce 1824, oteplovací účinek neustále se zvyšující koncentrace oxidu uhličitého v zemské atmosféře mohl být kvantifikován až koncem 50. let 20. století díky zdokonaleným metodám měření a širší databázi. Ačkoli někteří vědci poznamenali, že člověkem způsobené znečištění ovzduší může také ochlazovat klima, od poloviny 90. let 20. století klimatologové stále více upřednostňovali předpoklad oteplování. V devadesátých letech 20. století se díky pokročilým počítačovým modelům a hlubšímu pochopení chladných období objevil následující konsenzus: skleníkové plyny hrají významnou roli ve změně klimatu a emise způsobené člověkem jsou zodpovědné především za pokračující globální oteplování.

## Objev základních principů

### První teorie doby ledové

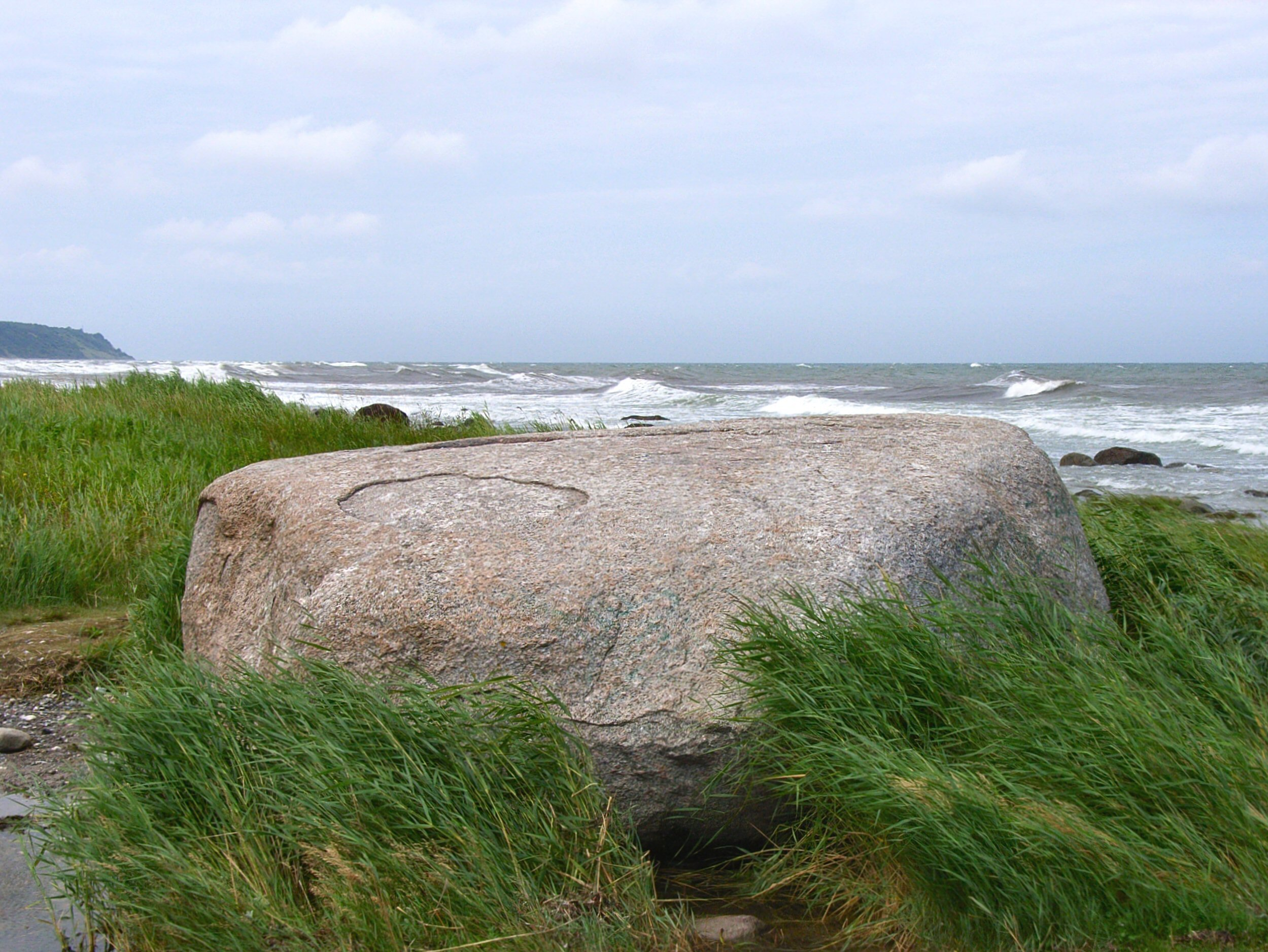
Bludné balvany, balvany uložené ledovci daleko od existujících ledovců, vedly geology k závěru, že klima se v minulosti měnilo.

Anglický polyhistor Robert Hooke, jeden z prvních průkopníků prehistorického myšlení, se již na konci 17. století domníval na základě zkamenělin z jury (jako jsou amoniti a mořské želvy), že podnebí jižní Anglie muselo být v raném geologickém období podstatně teplejší.  Na základě toho navrhl určit podnebí pravěkých stanovišť pomocí fosilií. Avšak až o sto let později mohl předpoklad o pravěké epoše, která zahrnovala podstatně delší časová období, než historicky zdokumentované lidské dějiny převážit nad rozšířenou vírou v biblický mýtus o stvoření. V průběhu osvícenství a s rozvojem geologie do moderní vědy od roku 1750 se postupně prosazovala myšlenka pravěku. Přesto bylo mnoho vědců ve svém myšlení stále ovlivněno náboženskými myšlenkami, jak ukázal tzv. „spor o čedič“.  První příspěvek k vytvoření teorie doby ledové učinil v roce 1742 inženýr a geograf Pierre Martel. Podle jeho názoru byly ledovce v Chamonix kdysi mnohem rozsáhlejší, což naznačuje chladnější klima v minulosti. Podobný názor vyjádřil i jeho švýcarský krajan Gottlieb Sigmund Gruner, který ve své knize Reisen durch die merkwürdigsten Gegenden Helvetiens z roku 1778 spojil suťový konglomerát starých koncových morén s dřívějšími úrovněmi ledovců.:s.69 Těmito zjištěními však Martel a Gruner předběhli svou dobu o desítky let. Na konci 18. století byla možnost rozsáhlého zalednění v důsledku podnebí doby ledové příliš revoluční na to, aby ji věda přijala.
V letech 1780 až 1830 probíhala debata mezi „neptunisty“ a „plutonisty“, částečně nábožensky motivovaná (spor o čedič).  Ústředním tématem neptunistů byla potopa, která byla až do první poloviny 1. století často považována za skutečnou geologickou událost nebo za synonymum pro několik globálních povodňových katastrof. Spor mezi neptunisty a plutonisty byl patrný i ve sporu o původ a „migraci“ bludných balvanů uložených ledovci doby ledové v alpské oblasti, v severoněmecké nížině a ve Skandinávii, které jsou charakteristické pro krajiny formované ledovci. Od roku 1760 se stále intenzivněji diskutovalo o záhadě široce roztroušených bludných balvanů, přičemž kromě oblíbené teorie driftu se jako vysvětlení pro transport bludných bloků používaly záplavy vody, bahna a suti, stejně jako sopečné erupce.:s.108 a násl. V té době bylo hlubší pochopení dynamiky ledovců a morfologie ledovců ještě daleko a teprve v roce 1830 práce a výzkumy Louise Agassize, Johanna von Charpentiera, Karla Friedricha Schimpera a Ignaze Venetze vykreslily stále diferencovanější obraz klimatu doby ledové a souvisejících procesů.
V této rané fázi výzkumu však nebylo možné omezit předpokládané změny klimatu v čase, nebo je dokonce začít datovat, ani nebylo jasné, co je možné.

### Slunce jako příčina klimatických změn?
V roce 1801 astronom Wilhelm Herschel objevil, že mezi lety 1650 a 1800, v období později známém jako malá doba ledová, se zdálo, že malý počet slunečních skvrn je spojen se špatnou úrodou pšenice a neobvykle nízkými teplotami.  Souvislost mezi cyklickými změnami sluneční aktivity a přirozenými výkyvy klimatu, kterou postuloval, však byla již v té době kontroverzní a následně byla ve vědě znovu a znovu diskutována až do konce 20. století.

### Čtvrtohorní doba ledová v centru výzkumu
V polovině 19. století shromáždili nyní již početnější zastánci teorie doby ledové tolik důkazů a „klimatických svědků“ pro existenci dřívější doby ledové, že bylo postupně obtížnější ignorovat předložené argumenty. V průběhu geologického průzkumu Severní Ameriky se také ukázalo, že chladná fáze pozorovaná v Evropě nebyla regionálním jevem, ale zřejmě ovlivnila celou severní polokouli. Model doby ledové byl dále potvrzen objevem velmi starých stop zalednění v Africe, Austrálii a Indii, které jsou podle současných poznatků připisovány permokarbonskému zalednění asi před 300 miliony let.
Švýcarský přírodovědec Louis Agassiz (1807–1873), jeden z nejneúnavnějších zastánců, se zasazoval o vědecké přijetí myšlenky doby ledové. Na četných cestách spojených s přednáškami pro akademické publikum a také vydáním několika knih rozhodujícím způsobem přispěl k popularizaci svých myšlenek. Kolem roku 1850 však vědecký konsensus na toto téma nebyl ještě v dohledu. To se zpozdilo zejména z těchto důvodů::s.532 a násl.
- Pro většinu současných geovědců znamenala "světová zima", jak ji postulovali badatelé jako Karl Friedrich Schimper, návrat ke katastrofizmu založenému Georgem de Cuvierem a teorii kataklyzmatu s ním spojenou. Tento názor byl nyní považován za zastaralý a vyvrácený a byl nahrazen „moderním“ aktualistickým konceptem anglického geologa Charlese Lyella.
- Současně s geologickými nálezy doby ledové se v odpovídajících stratigrafických vrstvách objevily i zřetelné známky dřívějších meziledových dob. Tato zdánlivá neslučitelnost se stala irelevantní s pokroky v chronostratigrafii a geochronologii, zejména s objevem, že čtvrtohorní doba ledová byla několikrát přerušena meziledovými obdobími, jako byl eemský interglaciál.
- Po celá desetiletí se představy o možném rozsahu a chování proudění ledovců zakládaly na příkladu alpských ledovců. Geologové v té době vyvozovali globální závěry z této lokální perspektivy a téměř jednomyslně se stavěli proti zvětšování velikosti ledových polí pokrývajících polovinu kontinentů. Tato doktrína se dramaticky změnila s počátkem výzkumu a měření grónského ledového příkrovu ve 2. polovině 19. století.

Až na několik výjimek byla teorie doby ledové nejpozději v roce 1880 všeobecně přijata a vyvinula se v důležitý pilíř geověd v podobě kvartérního výzkumu. Dlouhou dobu však chyběl fundovaný teoretický model, který by dokázal fyzikálně správně popsat příčiny různých teplých a chladných období v historii Země. Základy dnešní klimatologie však vznikaly částečně paralelně s teorií doby ledové a jejich počátky sahají až do 19. století.

### Teplota, teplo a tepelné záření
Široké používání teploměrů, a to i ve sklenících, začalo v první polovině 18. století (teplotní stupnice podle Fahrenheita, Réaumura a Celsia v letech 1724, 1730 a 1742). V roce 1767 Horace-Bénédict de Saussure změřil intenzitu slunečního záření v údolích a v nadmořské výšce jako teplotu ve skleněných vitrínách umístěných na sobě. Ve vylepšené verzi, prvním „solárním varném boxu“, dosahoval teploty přes 100 °C.

Pozorování dynamiky teplotních změn vedlo ve druhé polovině 18. století Josepha Blacka, objevitele oxidu uhličitého, k rozlišení množství tepla od teploty. Založil koncepty skupenského tepla (dnes termodynamicky nazývaného „konverzní entalpie“) a tepelné kapacity, ale měl mylnou představu o pohonu tepelného toku, který kompenzuje teplotní rozdíly. V roce 1791 dospěl Pierre Prévost k závěru na základě experimentů Saussura a Marca-Augusta Picteta, kteří zobrazovali horká a studená tělesa pomocí kovových konkávních zrcadel na teploměrech že samotné záření může vytvořit termodynamickou rovnováhu mezi tělesy (viz Prévostova věta).

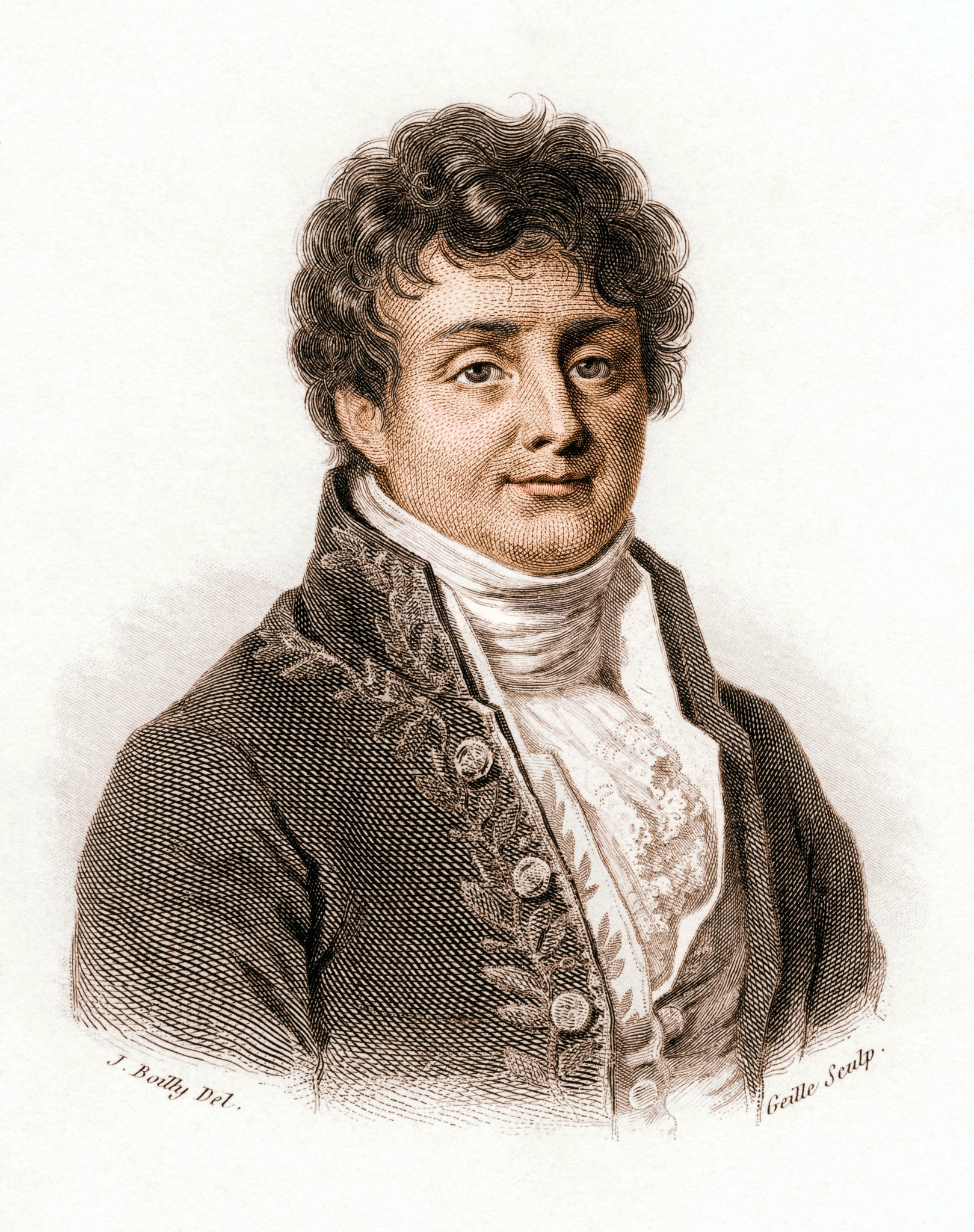
Jean Baptiste Joseph Fourier

### Jean Baptiste Joseph Fourier
Jean Baptiste Joseph Fourier (1768–1830) vysvětlil atmosférický skleníkový efekt v roce 1824.  Všiml si, že Země je mnohem teplejší, než by byla bez atmosféry. Poznamenal, že atmosféra je velmi „dobře průhledná“ pro viditelné světlo, ale ne pro infračervené záření vyzařované zahřátou půdou. Mraky by zmírnily noci tím, že by absorbovaly toto záření. Přirovnal to k efektu Saussurovy sluneční vařiče.

Fourier si uvědomil, že většina výsledného zahřívání varného boxu nebyla způsobena skleníkovým efektem, ale potlačením konvekce. Vytápění boxu tak bylo způsobeno především tím, že sluneční záření působilo jako zdroj tepla a bylo zabráněno cirkulaci mezi venkovním a vnitřním vzduchem. Termín skleníkový efekt, který vznikl na počátku 20. století, se v klimatologii používá dodnes, i když atmosférický skleníkový efekt je primárně založen na klimatických účincích různých skleníkových plynů. Fourier měl pravdu, když tvrdil, že jak přírodní změny, tak vlivy lidské civilizace mohou ovlivnit klima. Takové změny však očekával pouze kvůli změnám odrazivosti, tedy albedu Země. Přestože byl Fourier nepochybně jedním z nejlepších matematiků a vědců své doby, nedokázal matematicky popsat oteplovací účinek skleníkového efektu.

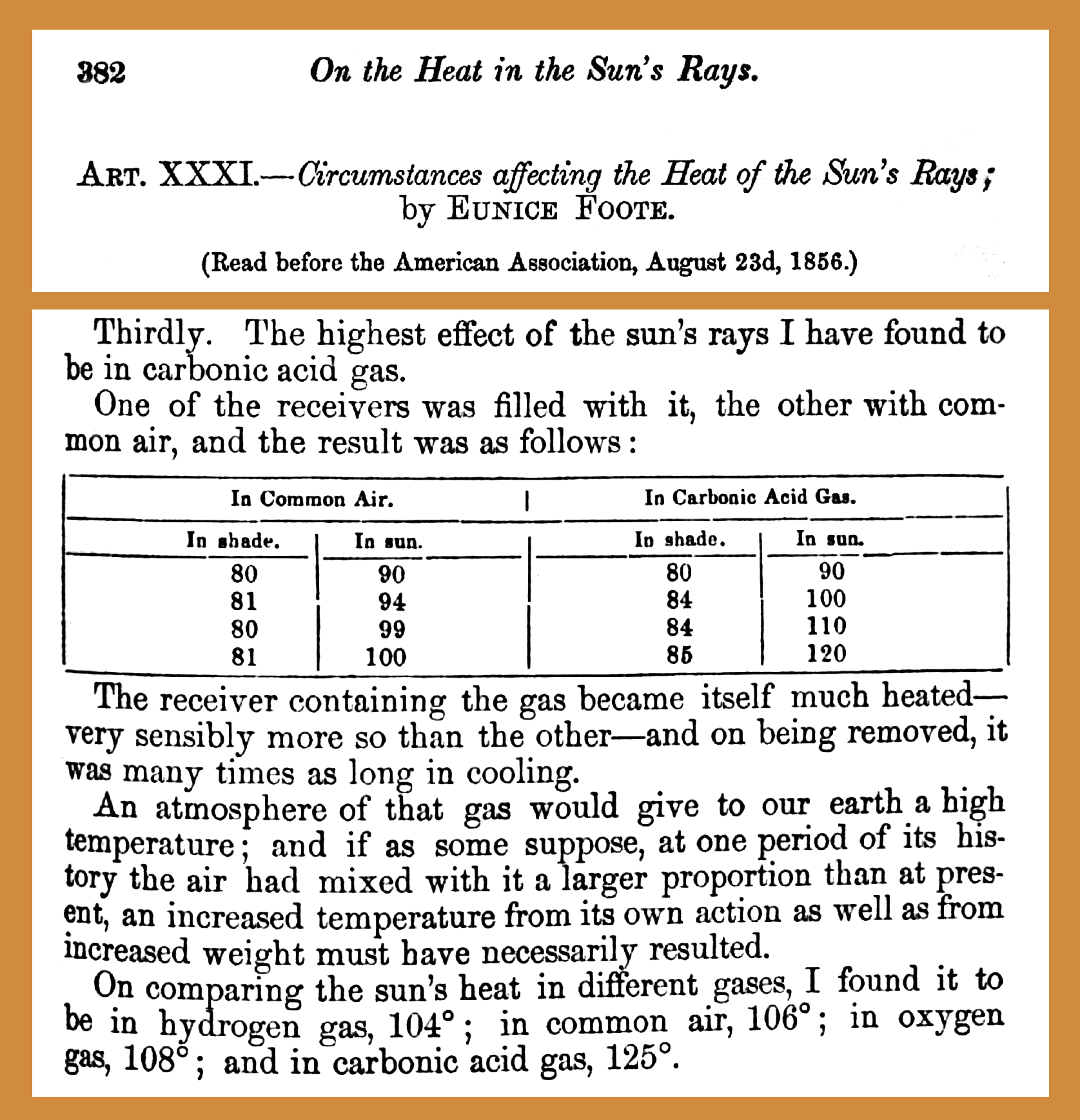
Eunice Newton Foote rozpoznala účinek oxidu uhličitého na zachycování tepla v roce 1856 a ocenila jeho důsledky pro planetu.

### Eunice Newton Foote
Oteplovací účinek slunečního světla na různé plyny zkoumala v roce 1856 Eunice Newton Footeová, která popsala své experimenty se skleněnými trubicemi vystavenými slunečnímu záření. Hřejivý účinek slunce byl větší u stlačeného vzduchu než u evakuované trubice a větší u vlhkého vzduchu než u suchého vzduchu. „Za třetí, největší účinek slunečních paprsků jsem zjistila v plynném kysličníku uhličitém.“ (oxid uhličitý) Pokračovala: „Atmosféra tohoto plynu by dala naší Zemi vysokou teplotu; A jestliže, jak se někteří domnívají, se v určitém období jeho dějin vzduch smísil s ním ve větším množství než dnes, musela nutně vzniknout zvýšená teplota v důsledku jeho působení i v důsledku zvýšené hmotnosti.“ Její práce byla prezentována profesorem Josephem Henrym na setkání Americké asociace pro pokrok ve vědě v srpnu 1856 a popsána jako stručná poznámka napsaná tehdejším novinářem Davidem Amesem Wellsem; Její článek byl publikován později téhož roku v časopise American Journal of Science and Arts. Málokdo si příspěvku všiml a byl znovu objeven až v 21. století,

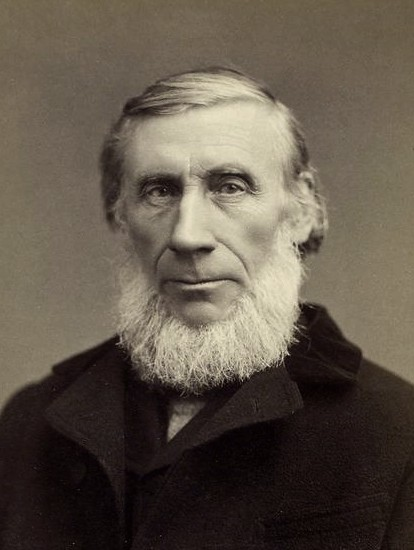
John Tyndall

### John Tyndall
„Stejně jako přehrada způsobí, že se řeka lokálně vzedme, naše atmosféra, která působí jako bariéra proti radiaci přicházející ze Země, vytváří zvýšení teploty na zemském povrchu.“
Takto velmi výstižně popsal přirozený skleníkový efekt John Tyndall (1820–1893) v roce 1862. V průběhu rozsáhlých měření, která byla prováděna s přesností, která byla v té době možná, identifikoval plyny, které jsou za to zodpovědné. Zjistil, že vodní pára je zodpovědná za většinu skleníkového efektu. Stejně tak měl pravdu, když popsal příspěvek jiných plynů, jako je oxid uhličitý (CO2) nebo ozon (O3), jako výrazně slabší, ale ne zanedbatelný.
Tyndallova měření byla založena mimo jiné na přípravných pracích Macedonia Melloniho, který byl průkopníkem potřebné měřicí technologie. V Tyndallově přístroji byla použita trubka dlouhá asi jeden metr, jejíž konce zakryl okny z kamenné soli, protože ty jsou na rozdíl od skleněných tabulí průhledné pro infračervené záření. Na jeden konec umístil vroucí vodu, jejíž teplotu lze velmi snadno udržovat stabilní na bodu varu, a na druhý konec termočlánek připojený k citlivému elektroměru. Výchylka měřiče proudu byla měřítkem množství infračerveného záření, které mohlo projít trubicí do termočlánku. Výzkum absorpčního spektra plynů zemské atmosféry nebyl předmětem jeho měření; Zaměřil se na kvantifikaci absorpční kapacity infračerveného záření.
Přesvědčen o správnosti teorie doby ledové, která byla v té době kontroverzní, cestoval od poloviny 50. let 19. století několikrát do Švýcarska (v roce 1856 spolu s biologem Thomasem Henrym Huxleym), kde studoval plasticitu ledu a chování ledovců na místě. To vedlo v následujících letech k velkému množství esejů na toto téma, které se objevily v anglických, německých a francouzsky psaných časopisech. Tyndall čerpal z geologických a geofyzikálních témat a věnoval se také meteorologii a účinkům skleníkových plynů na klima.:s.495 a násl. Tvrdil, že mírné snížení koncentrace oxidu uhličitého v zemské atmosféře by způsobilo mírný pokles globální teploty. To by však ovlivnilo koncentraci mnohem silnějšího skleníkového plynu vodní páry, což by v konečném důsledku vedlo k silnému ochlazení.

Aby však bylo možné detailně porozumět klimatickým mechanismům dřívějších teplých a chladných období, bylo zapotřebí dalších fyzikálních poznatků, které byly v podstatě získány až v průběhu 20. století. Na přelomu 19. a 20. století se vědcům, kteří poukazovali na to, že lidé jsou schopni svým jednáním měnit klima Země, dlouho nevěnovala velká pozornost. Podle obecných odhadů se v příštích několika stoletích nedalo očekávat oteplení, ani by nebyl měřitelně ověřitelný antropogenní vliv na klimatický systém Země. Navíc až do poloviny 20. století neexistovaly žádné významné důkazy o změně koncentrací skleníkových plynů v zemské atmosféře kvůli nedostatku systematických měření.

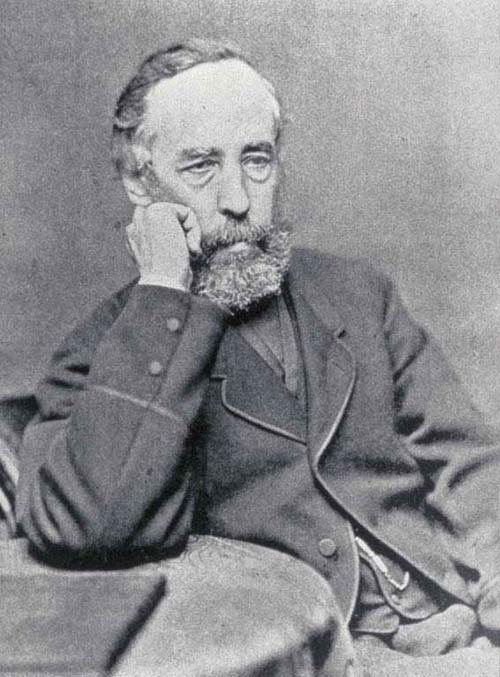
James Croll

### James Croll
Již na počátku 19. století se spekulovalo o různých astronomických příčinách dob ledových. Například v roce 1824 dánský geolog Jens Esmark publikoval hypotézu, že oběžná dráha Země kolem Slunce v prehistorických dobách byla velmi excentrická a připomínala periodicky se opakující kometu. Ve 30. letech 19. století francouzský matematik Siméon Denis Poisson vyslovil hypotézu o rozdělení vesmíru na teplejší a chladnější oblasti, kterými se sluneční soustava pohybovala po delší časové úseky, a to na základě v té době převládající teorie éteru.:s.475 a násl. První podloženou teorii doby ledové formuloval skotský přírodovědec James Croll (1890–1864). Na základě výpočtů matematika Josepha-Alphonse Adhémara a astronoma Urbaina Le Verriera v roce 1864 v senzačním článku v časopise Philosophical Magazine tvrdil, že změny oběžné dráhy Země v kombinaci se silnou zpětnou vazbou ledu a albeda by mohl být zodpovědný za vznik dob ledových. Byl prvním, kdo poukázal na sílu tohoto zpětnovazebního spojení v globálním klimatickém systému. Přibližně od roku 1870 byla možnost kosmických nebo slunečních vlivů na zemské klima vědecky diskutována na širším základě.
Ve 20. a 30. letech 20. století byla Crollova teorie podpořena Milutinem Milankovićem a Wladimirem Köppenem konkrétními výpočty. Až do 60. let 20. století však jen málo klimatologů věřilo, že příčinu ledových dob lze hledat v Milankovićových cyklech: změna intenzity slunečního záření byla ve srovnání s pozorovanými teplotními výkyvy velmi malá. Byla také příliš malá, když byla do úvah zahrnuta zpětná vazba vodní páry a albeda ledu. Kromě toho byly nalezeny geologické nálezy o minulých dobách ledových, které se zdály být v rozporu s touto teorií. V první polovině 20. století byly klimatické údaje o minulých dobách ledových a jejich cyklických procesech také příliš nepřesné na to, aby podpořily nebo vyvrátily teze Crolla a Milankoviće.

### Fyzikální zákony
Kromě Tyndallovy práce tvořily zásadní základy Kirchhoffův zákon záření, formulovaný Gustavem Robertem Kirchhoffem v roce 1859, a zákon Stefana Boltzmanna, vyvinutý v roce 1879 Josefem Stefanem a Ludwigem Boltzmannem. Ten umožnil vypočítat výkon vyzařovaný radiátorem o určité teplotě. Wilhelm Wien novelizoval zákon Stefana Boltzmanna v roce 1893. S pomocí Wienova zákona posunutí bylo nyní možné vypočítat vlnovou délku nejvyššího toku fotonů emitovaného zářičem o určité teplotě. V roce 1900 Max Planck konečně sjednotil tyto zákony do Planckova radiačního zákona, který je stále nejdůležitějším fyzikálním základem pro pochopení radiační bilance Země.

### Svante Arrhenius
Švédský fyzik a chemik Svante Arrhenius (1859–1927) byl fascinován Tyndallovou myšlenkou, že měnící se koncentrace oxidu uhličitého by mohly být hlavním faktorem vysvětlujícím velké teplotní skoky mezi meziledovými a glaciálními obdobími. Vycházel z přípravných prací Samuela Pierponta Langleyho a jako první provedl rozsáhlé výpočty. Nakonec vypočítal velmi zjednodušený klimatický model, který vypočítal během několika měsíců bez pomoci strojů. V roce 1896 publikoval své výsledky spolu s hypotézou, že snížení koncentrace oxidu uhličitého na polovinu by stačilo k zahájení doby ledové.  Vynikající bylo, že ve svých výpočtech vzal v úvahu zpětnou vazbu ledu a albeda popsanou Jamesem Crollem.
Pro svou teorii získal prominentní podporu mimo jiné od Nilse Ekholma a Thomase Chrowdera Chamberlina. Cyrus F. Tolman v publikaci z roku 1899 odhadl, že ve světových oceánech je asi 18krát více oxidu uhličitého ve formě kyseliny uhličité než v atmosféře; Rozpustnost oxidu uhličitého je však závislá na teplotě. Je tedy docela možné, že se jedná o rezervoáry, ve kterých se atmosférický CO2 rozpouští během dob ledových. Mohl by se uvolňovat s rostoucím globálním oteplováním a mít tak posilující vliv na příslušný trend průměrných globálních teplot.
Skutečnost, že antropogenní akumulace CO2 v atmosféře by mohla dále zvýšit současnou globální teplotu, byla Arrheniem původně zmíněna pouze jako vedlejší aspekt. Teprve v publikaci publikované v roce 1906 se tím podrobně zabýval. Citlivost klimatu určil mezi 5 a 6 °C. Na základě globálních emisí z roku 1896 očekával, že obsah atmosférického oxidu uhličitého potřebný pro takový nárůst teploty bude za zhruba 3000 let dvojnásobný, a teprve za několik století očekával, že zvýšení teploty bude vůbec měřitelné.  Doufal v „jednotnější a lepší klimatické podmínky“ a také v „mnohonásobně vyšší úrodu“.  Chápal však také, že trvalé používání fosilních paliv by v dlouhodobém horizontu způsobilo problémy kvůli souvisejícímu globálnímu oteplování.
Arrheniův současník, Walther Nernst, převzal Arrheniovy myšlenky a navrhl výrobu dalšího oxidu uhličitého, který by ohřál zemskou atmosféru. Chtěl spalovat uhlí, které se nedalo ekonomicky těžit.

## Počátek 20. století: kritika a odmítnutí
V první polovině 20. století byla Arrheniova teorie zpočátku z velké části odmítána. Jeho předpoklady byly založeny na příliš mnoha nepotvrzených a zjednodušujících předpokladech, takže skepse byla oprávněná. Ve svých výpočtech Arrhenius bral v úvahu zpětnou vazbu ledu a albeda a zpětnou vazbu vodní páry pouze pomocí odhadů, při absenci konkrétních údajů. Neuvažoval o přenosu tepla konvekcí a oceánskými proudy a chyběly mu znalosti o koncentracích skleníkových plynů v atmosféře ledovců, které by podpořily jeho teorii doby ledové. Ve svých úvahách také nezahrnul možné změny ve formování oblačnosti vyvolané oteplováním do svých výpočtů. Mraky však mohou výrazně změnit radiační rovnováhu Země a někteří vědci jeho doby předpokládali, že oteplování v důsledku zvýšené tvorby mraků to zcela vykompenzuje.
V roce 1900 vyšla publikace renomovaného fyzika Knuta Ångströma.  V něm tvrdil, že snížení obsahu oxidu uhličitého v atmosféře na polovinu by změnilo absorpci infračerveného záření pouze o 0,4 %, což by nemohlo mít významný dopad na klima. Jak se však později ukázalo, Ångströmův laboratorní asistent provedl měření nesprávně, spektrometry, které byly v té době k dispozici, byly pro tento úkol příliš nepřesné a také špatně interpretoval výsledky měření. Ångström se mylně domníval, že absorpční spektra vodní páry a oxidu uhličitého se do značné míry překrývají, a že absorpční účinek stopového plynu je proto zanedbatelný. To však byl důsledek tehdejších nevyhovujících měřicích přístrojů pro toto měření. Pokud by měření bylo správné, Ångströmův asistent by zjistil 1% změnu v absorpci v důsledku snížení koncentrace oxidu uhličitého na polovinu. Další chyba vyplynula ze skutečnosti, že Ångströmův asistent prováděl měření na hladině moře. I kdyby tam nebyl žádný měřitelný rozdíl v absorpci, nezměnilo by to vliv změny koncentrace skleníkového plynu oxidu uhličitého: Skleníkový efekt ve vyšších vrstvách atmosféry, kde je vzduch velmi suchý kvůli převládajícímu chladu, je rozhodující pro sílu celkového skleníkového efektu. Proto má překrývání absorpčních pásů oxidu uhličitého s absorpčními pásy vodní páry celkově malý účinek. Vzhledem k tomu, že vzduch ve vysokých nadmořských výškách je nejen velmi suchý, ale také podstatně méně hustý než na zemi, zvýšení koncentrace oxidu uhličitého tam jistě způsobí zvýšení skleníkového efektu v podobě zvýšené absorpce.  Země vyzařuje své teplo do vesmíru v průměru ve výšce 5500 m. Zvýšení průměrné globální koncentrace skleníkových plynů způsobuje, že oblast, ve které Země vyzařuje, se posouvá do vyšších nadmořských výšek. Protože je tam však chladněji, teplo je tam vyzařováno méně účinně; Dodatečné nahromadění tepla způsobí, že se všechny spodní vrstvy atmosféry oteplí, dokud vyzařující vrstva neztratí do vesmíru tolik energie, kolik je ozářeno Sluncem.  Arrhenius si uvědomoval nedostatky v Ångströmově argumentaci a vehementně s ním nesouhlasil.
Ve 30. letech 20. století zažily části Velkých plání ve Spojených státech a Kanadě (Velké pláně) ničivá sucha a prachové bouře. Bylo konstatováno, že teploty se tam v předchozích desetiletích zvýšily. Většina vědců se domnívala, že jde o přirozený klimatický cyklus; Zvýšený skleníkový efekt byl považován pouze za jednu z mnoha možných příčin.

### 30. léta 20. století: Guy Stewart Callendar
Ve 30. letech 20. století zažily části Velkých planin ve Spojených státech a Kanadě ničivá sucha a prachové bouře. Bylo konstatováno, že teploty se tam v předchozích desetiletích zvýšily. Většina vědců se domnívala, že jde o přirozený klimatický cyklus; Zvýšený skleníkový efekt byl považován pouze za jednu z mnoha možných příčin.
Po analýze teplotních dat z 200 meteorologických stanic za posledních 50 let určil Guy Stewart Callendar (1898–1964) statisticky významnou roční míru globálního oteplování 0,005 °C. Domníval se, že toto oteplování je příliš výrazné a příliš rozsáhlé na to, aby bylo založeno na přirozeném kolísání klimatu. V článku publikovaném v roce 1938 odhadl množství oxidu uhličitého emitovaného za posledních 50 let na 150 000 milionů tun. Předpokládal, že asi tři čtvrtiny z toho jsou stále v atmosféře. Oteplení způsobené tímto množstvím skleníkových plynů odhadl na 0,003 °C/rok (realita roku 2011 je 0,02 °C/rok) a v roce 1900 předpokládal koncentraci CO2 274 ppm. Extrapolací odhadované roční míry emisí 4 500 milionů tun oxidu uhličitého v té době očekával pro rok 2100 koncentraci oxidu uhličitého v atmosféře 396 ppm (této hodnoty bylo dosaženo v roce 2013). Oteplení způsobené spalováním fosilních paliv odhadl na 0,16 °C pro 20. století, 0,39 °C pro 21. století a 0,57 °C pro 22. století. Callendar také považoval globální oteplování za pozitivní věc, protože se zdálo, že antropogenní oteplování v dohledné budoucnosti odvrací riziko brzkého návratu doby ledové.

### 40. léta 20. století: Hermann Flohn
Hermann Flohn byl prvním německým klimatologem, který od své inaugurační přednášky na univerzitě ve Würzburgu v roce 1941 reprezentoval globální klimatický dopad antropogenně zvýšených koncentrací CO2 a antropogenní změny klimatu a publikoval řadu publikací na toto téma. Flohn je mezinárodně považován za jednoho z průkopníků mezinárodního a národního výzkumu klimatu a opakovaně upozorňoval na problém CO2 již od poválečného období. Ačkoli se tento postoj neobešel bez kontroverzí mezi tehdejšími klimatology, získal podporu odborníků, včetně předního klimatologa Michaila Ivanoviče Budyka.

## Polovina 20. století: Nejprve odmítnutí, pak přijetí
I když jednotliví vědci zdůrazňovali klimatickou relevanci zvyšování koncentrací oxidu uhličitého ve velmi rané fázi, Callendarova práce byla do značné míry kritizována. V té době neexistovaly žádné spolehlivé důkazy o tom, že by se hladiny CO2 v atmosféře skutečně zvyšovaly. Dostupné údaje o hladinách atmosférického CO2 byly velmi nepřesné. Měření odhalila hodnoty, které se natolik lišily v závislosti na místě měření a době měření, že nebyla známa ani průměrná koncentrace, ani nebylo možné zjistit možné zvýšení. Ve světových oceánech se ve formě kyseliny uhličité rozpustí 50krát více oxidu uhličitého, než obsahuje celá atmosféra. Vzhledem k tomu, že oxid uhličitý se ve vodě dobře rozpouští, naprostá většina vědců předpokládala, že všechna další množství stopového plynu oxidu uhličitého zavedeného lidmi zmizí do oceánu. Zejména proto, že bylo známo, že množství CO2 emitovaného spalováním fosilních paliv je jen nepatrným zlomkem množství, které se přeměňuje v metabolických procesech, jako je fotosyntéza a dýchání.
O dílech Tyndalla, Arrhenia a Callendara se téměř nemluvilo. Obsahovaly také příliš mnoho tezí, které by byly v dohledné budoucnosti neověřitelné. Nepopiratelný nález dob ledových stále čekal na řešení, ale doby ledové byly vysvětleny geologickými příčinami, které ovlivnily klima lokálně změnami větru a oceánských proudů. V té době si málokdo myslel, že globální změna klimatu je možná. Je pravda, že výzkum financovaný americkou armádou ve 40. letech 20. století vedl k předpovědím týkajícím se změny klimatu a tání polárních ledovců. Vzhledem k tomu, že tato zjištění byla armádou držena v tajnosti, bylo toto téma diskutováno pouze sporadicky a ne veřejně.
V roce 1951 napsala Americká meteorologická společnost v Kompendiu meteorologie: „Myšlenka, že zvýšení obsahu oxidu uhličitého v atmosféře může změnit klima, nebyla nikdy široce přijímána a nakonec byla zavržena, když se zjistilo, že veškeré infračervené záření absorbované oxidem uhličitým je již absorbováno vodní párou.“  To, že to není pravda a že Arrhenius měl ve své námitce pravdu, však bylo publikováno již téměř o 20 let dříve – mimo jiné E.O. Hulburtem a Guyem Callendarem.

### Konec 50. let 20. století: Teorie je oživena
Padesátá léta 20. století přinesla enormní nárůst znalostí ve všech oblastech vědy. V důsledku studené války americká vláda zvýšila výdaje na výzkum v mnoha oblastech vědy a techniky, včetně geologie, oceánografie a meteorologie. Armáda se zajímala o to, jak je absorbováno záření z atomových bomb a jak je spad distribuován v atmosféře a světových oceánech. Také chtěli vědět, kdy někdo někde provádí nadzemní test jaderné bomby. Stěží existovala oblast, která by mohla být pro armádu nedůležitá.
Jedním z nejdůležitějších úspěchů v paleoklimatologii byla kombinace radiometrického datování s chromatografií a hmotnostní spektrometrií. To umožnilo určit absolutní stáří a tím i dobu vzniku mnoha zkamenělin. A díky metodě δ18O, která byla rovněž vyvinuta v 50. letech 20. století, bylo možné poprvé rekonstruovat teplotní a srážkové poměry dob dávno minulých.

### Klíčová technologie: radiokarbonové datování
Již ve 30. letech 20. století vyvinul Willard Libby metody počítání velmi nízkých úrovní radioaktivity. Na základě toho zavedl v roce 1949 radiokarbonové datování. Tato revoluční metoda umožnila určit stáří uhlíkatých fosilií ne starších než 50 000 let s bezprecedentní přesností. Nadzemní testy jaderných zbraní vedly k prudkému zvýšení koncentrace radioaktivního 14C, což je efekt jaderné zbraně. S pomocí Libbyho nové techniky bylo nyní možné detekovat 14C produkovaných testy atomové bomby.
Ředitel Scrippsova oceánografického institutu ve Spojených státech, Roger Revelle, se na začátku své kariéry ve 30. letech 20. století intenzivně zabýval chemií oceánů. Byl považován za odborníka v této oblasti a získal obrovské znalosti o výměně plynů mezi atmosférou a oceány. Neměl však vhodné metody pro studium výměny oxidu uhličitého plynem, a tak se obrátil k jiným věcem.
Aby oceány absorbovaly další oxid uhličitý produkovaný spalováním fosilních paliv, musely se promíchat. Shodou okolností v rámci výzkumného projektu Revelle zjistil, že radioaktivní uhlík produkovaný během testu podvodní bomby se pohybuje ve vrstvě, která byla jen jeden metr silná, ale táhla se na stovky kilometrů čtverečních. K jeho velkému údivu to dokázalo, že nedošlo téměř k žádnému vertikálnímu promíchání vodní vrstvy. Pokud to platilo pro 14C z jaderných testů, muselo to platit pro všechny ostatní látky vypuštěné do oceánů – včetně oxidu uhličitého.
Jednoho dne se Revelle dozvěděl o práci Hanse E. Suesse, který pracoval na optimalizačních metodách pro nové radiokarbonové datování. To dobře zapadalo do jeho výzkumných projektů v oblasti míchání oceánů a výměny plynů; Naštěstí měl rozpočet na to, aby najal Suesse, aby s ním spolupracoval na nevyřešených problémech výměny oxidu uhličitého v oceánech.

### Protichůdné výsledky
Po vyhodnocení studií 14C publikovali Revelle a Suess v roce 1957, že průměrná doba zdržení oxidu uhličitého v atmosféře byla řádově asi 10 let. To bylo v dobré shodě se zjištěními výzkumné skupiny vedené Jamesem R. Arnoldem, který dříve pracoval u Willarda Franka Libbyho a v současné době působí na Princetonské univerzitě. V roce 1958 se Arnold připojil k Revellovi v tehdy nově založeném kampusu Kalifornské univerzity v San Diegu.
Vědci odhadli dobu trvání úplného cirkuklace oceánů na několik set let. Výsledky vedly k závěru, že oxid uhličitý produkovaný spalováním fosilních paliv se v oceánech velmi rychle rozpouští, takže je nepravděpodobné, že by se hromadil v atmosféře. To by však učinilo spekulace o možném člověkem způsobeném globálním oteplování, které bylo způsobeno zvýšením koncentrace stopového plynu, nepodložené.
Tyto výsledky však byly v rozporu s analýzami Guye Callendara. Nikdy se neunavil poukazováním na to, že (poněkud nepřesná) série měření stopového plynu oxidu uhličitého, který měl k dispozici, jasně ukazovala, že se hromadí v atmosféře. Ale bylo tu mnohem důležitější vodítko: Suess ve svých studiích radiokarbonového datování objevil, že mladší vzorky dřeva měly posunutý poměr 12C/14C: čím mladší byly, tím méně obsahovaly 14C. A méně, než by mohlo být ospravedlněno radioaktivním rozpadem. Tento efekt lze vysvětlit smícháním oxidu uhličitého v atmosféře s oxidem uhličitým ze spalování fosilních paliv, ve kterém se 14C téměř úplně rozpadlo kvůli svému pokročilému stáří. Tento efekt se později stal známým jako Suessův efekt. Tyto argumenty nemohly být odmítnuty. Revelle a Suess hledali chyby ve své práci. Zpočátku se snažili vysvětlit tento rozpor tím, že do svých úvah nezahrnuli příjem oxidu uhličitého rostlinami. Nakonec však Bert Bolin a Erik Eriksson objevili hlavní problém: vědci studovali výměnu látek, když je rovnovážná koncentrace mezi atmosférou a oceány. Spalování fosilních paliv však vede k neustálému přílivu CO2 a neexistuje rovnováha. Vezmeme-li v úvahu také velmi pomalou rychlost cirkulace oceánů, vede to ke zcela jinému výsledku: Podle toho by se atmosférický oxid uhličitý rychle rozpustil, ale stejně rychle by se také znovu vypustil do atmosféry, takže oceány by absorbovaly jen asi 25 %.  Poměr atmosférických emisí a absorpce oceány byl pojmenován po Rogeru Revellem a nazván Revelleho faktor.
Vše nasvědčovalo tomu, že Callendar měl pravdu, když tvrdil, že oxid uhličitý se v atmosféře skutečně hromadí.

### Keelingova měření
Aby objasnil otázku, zda zvýšení koncentrace skleníkového plynu oxidu uhličitého v atmosféře předpovězené Revellem a Suessem může být skutečně detekováno měřením, požádal Scrippsův institut o projekt měření atmosférického oxidu uhličitého pro Mezinárodní geofyzikální rok 1957/58. Projektem byl pověřen mladý chemik Charles David Keeling. O pouhý rok později dokázal přijít s „Keelingovou křivkou“ pojmenovanou po něm, což byl první jednoznačný důkaz, že koncentrace tohoto skleníkového plynu stoupá. Na rozdíl od svých předchůdců, kteří v tomto úkolu selhali, Keeling prováděl svá měření daleko od zdrojů a propadů stopového plynu a poprvé použil nedisperzní infračervený senzor s nastavením měření, které poskytovalo výsledky s nejvyšší přesností. Dodatečné přesnosti bylo dosaženo tím, že je nezaznamenával selektivně, ale kontinuálně na několika stanicích daleko od sebe.

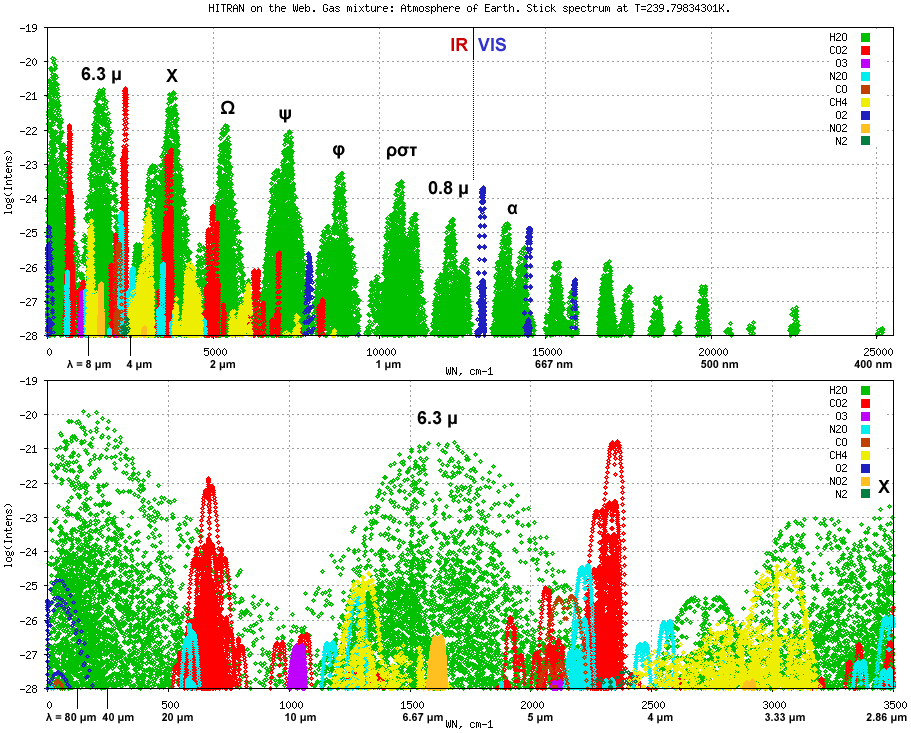
Absorpční spektra plynů v zemské atmosféře

### Měřitelné oteplení očekávané v horizontu desetiletí
V roce 1956 Gilbert Plass poprvé použil počítače k výpočtu očekávaného oteplování a poprvé byla do těchto modelových projekcí zahrnuta přesná absorpční spektra CO2. Fyzici z Univerzity Johnse Hopkinse provedli odpovídající měření a Plass byl schopen z těchto dat čerpat v rámci spolupráce. Jako první prokázal, že absorpční pásy vodní páry a oxidu uhličitého se nepřekrývají. Zjistil také, že globálnímu oteplování způsobenému zvýšením koncentrace oxidu uhličitého by se nedalo zabránit, i kdyby se absorpční pásy zcela překrývaly. Vypočítal globální oteplení o 3,6 °C pro předpokládané zdvojnásobení koncentrací atmosférického oxidu uhličitého. Pro rok 2000 předpokládal 30% nárůst hladiny oxidu uhličitého v atmosféře a očekával výsledné globální oteplení asi o jeden stupeň.
Podle těchto údajů se měřitelné antropogenní globální oteplování již nedalo očekávat v řádu staletí, ale desetiletí. Plassovy výpočty přesněji kvantifikovaly skleníkový efekt a nyní byl jasně zdokumentován i nárůst koncentrace skleníkového plynu oxidu uhličitého. Roger Revelle to komentoval často citovanými slovy:„Lidstvo zahájilo rozsáhlý geofyzikální experiment, který v této podobě nebyl nikdy v minulosti spatřen a nebude se opakovat ani v budoucnosti.“ 

## 60. léta 20. století
Od 40. let 20. století a v průběhu 60. let 20. století průměrné teploty celosvětově klesaly. To podpořilo pochyby o teorii člověkem způsobeného oteplování, protože koncentrace oxidu uhličitého v této době vzrostla. Mluvilo se o globálním ochlazování aerosoly. Někteří vědci vysvětlovali ochlazování zvyšujícím se znečištění ovzduší. V době válečné industrializace a zbrojení až do roku 1945 se v Evropě stávaly častějšími zimy s extrémním chladem. V období do roku 1960 byly obytné budovy také vytápěny výhradně uhlím a topný olej ještě nebyl k dispozici v dostatečném množství. Tento smogový problém způsobený spalováním uhlí se měl opakovat o 50 let později s rychlou industrializací Číny.

### První klimatické modely

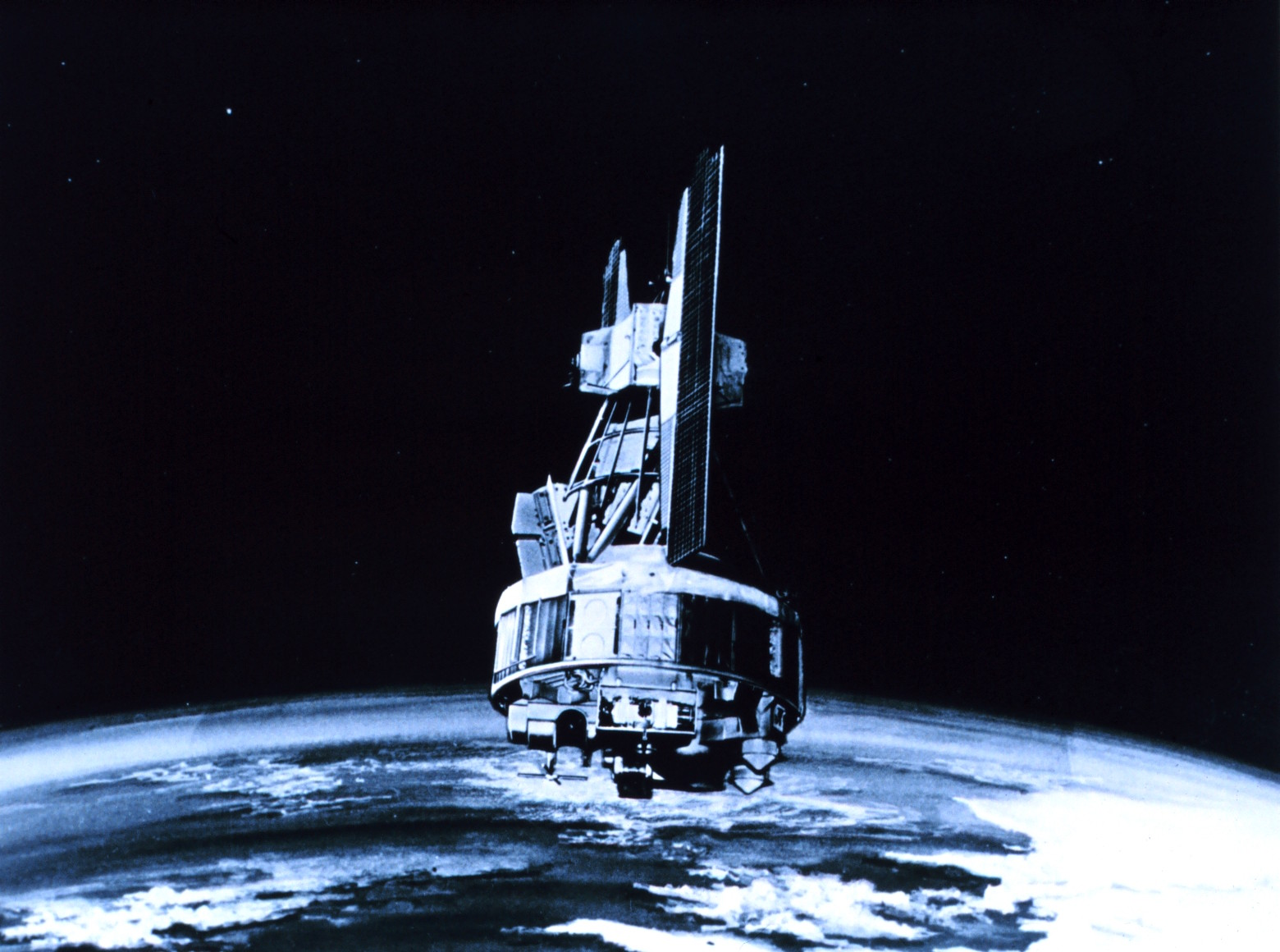
Družice Nimbus-3

Dostupnost prvních počítačů vedla v 50. letech 20. století k prvním numerickým předpovědím počasí a počítače měly být samozřejmě použity i k výpočtu klimatologických procesů. To však zpočátku přineslo spíše zmatek než objasnění a podnítilo pochybnosti o správnosti teze o globálním oteplování.
S pomocí přesných údajů o absorpci vodní páry a oxidu uhličitého, které o několik let dříve publikoval Gilbert Plass, vypočítal Fritz Möller jednorozměrný klimatický model, do kterého zahrnul nejen vodní páru uvolněnou dodatečným ohřevem, tzv. zpětnou vazbu vodní páry, ale také výměnu tepla mezi zemí a atmosférou. K jeho údivu jeho výpočty odhalily masivní oteplování a za určitých podmínek dokonce nikdy nekončící oteplování, které se bude dále zintenzivňovat, dokud se nevypaří všechny oceány. Ale za předpokladu, že by oteplení vedlo k 1% nárůstu oblačnosti, plně by to vyrovnalo oteplovací účinek 10% zvýšení koncentrace oxidu uhličitého samotného. A nikdo neznal reakci tvorby mraků na změnu teploty. Správný popis vlivu oblačnosti byl velkým problémem a měl by jím zůstat i v následujících desetiletích.
Důvod Möllerovy oteplovací spirály byl rychle nalezen: ve svém jednorozměrném klimatickém modelu vzal v úvahu přenos tepla mezi zemí a vzduchem, ale ne přenos tepla konvekcí. Syukuro Manabe si to uvědomil již v polovině 60. let a dále to rozvíjel společně s Richardem Wetheraldem. „Manabe-Wetheraldův jednorozměrný radiačně-konvektivní model“ vytvořený v roce 1967 je považován za první přiměřeně realistický atmosférický model, který bral v úvahu jak radiační rozpočet Země, tak probíhající konvekci. Tento model uváděl oteplení o 2,3 °C, což by bylo důsledkem zdvojnásobení koncentrace oxidu uhličitého v atmosféře. Model také předpověděl, že zatímco zvyšující se koncentrace atmosférického oxidu uhličitého ohřeje troposféru, ochladí stratosféru, Tento efekt bylo možné pozorovat již v 60. letech 20. století.  Klesající koncentrace ozonu také přispěla k ochlazování stratosféry od roku 1979.

### První družice dálkového průzkumu Země
V polovině 60. let 20. století se pro klimatologii stala využitelnou další klíčová technologie: družice dálkového průzkumu Země. Již v roce 1966 byla pro výzkum klimatu operačně využívána druhá generace družic TIROS, která byla vybavena radiometry a spektrometry. Od této chvíle bylo možné měřit tepelnou bilanci Země, její ledovou pokrývku nebo spektrum a intenzitu slunečního záření z vesmíru. Poprvé byla měření související se Sluncem zcela oproštěna od rušivých atmosférických vlivů a vedla k přesné definici sluneční konstanty, která mohla být dříve pouze aproximována.
V roce 1969 byl Manabe s pomocí družice Nimbus III schopen ověřit svůj klimatický model pomocí naměřených dat z vesmíru. Došlo k dobré shodě.

### První varování
Další průkopnickou práci provedl Michail Ivanovič Budyko. Vypočítal radiační bilance přicházející a odcházející radiace v arktických oblastech a poskytl kvantitativní data pro zpětnou vazbu ledu a albeda, která byla dosud popsána pouze kvalitativně. Důrazně varoval před následnými klimatickými změnami, které však lze očekávat až v příštím století.

V roce 1965 se Vědecký poradní výbor amerického prezidenta Lyndona B. Johnsona obrátil na Rogera Revelleho s žádostí o informace o možných účincích globálního oteplování způsobeného oxidem uhličitým. Ve zprávě publikované ve stejném roce Revelle a jeho kolegové mimo jiné předpověděli, že do roku 2000 bude atmosféra obsahovat asi o 25 % více oxidu uhličitého, což změní atmosférickou tepelnou bilanci takovým způsobem, že by mohlo dojít k významným klimatickým změnám. Poznamenali „s přiměřenou jistotou“, že „fosilní paliva jsou v současné době jediným zdrojem CO2 přidávaného do systému oceán-biosféra-atmosféra“ a ve shrnutí dospěli k závěru:
„Prostřednictvím své celosvětové průmyslové civilizace provádí člověk nevědomky rozsáhlý geofyzikální experiment. Během několika generací spaluje fosilní paliva, která se pomalu nahromadila v zemi za posledních 500 milionů let. CO2 produkovaný tímto spalováním je vstřikován do atmosféry; Zůstala tam asi polovina. Odhadované vytěžitelné zásoby fosilních paliv jsou dostatečné k tomu, aby způsobily téměř 200% zvýšení obsahu oxidu uhličitého v atmosféře. Do roku 2000 se nárůst atmosférického CO2 bude blížit 25 %. To může stačit k tomu, aby to vyvolalo měřitelné a možná i výrazné změny v klimatu, a téměř jistě to způsobí významné změny teploty a dalších vlastností stratosféry.“
„Prostřednictvím své celosvětové průmyslové civilizace člověk nevědomky provádí obrovský geofyzikální experiment. Během několika generací spálí fosilní paliva, která se v zemi pomalu vytvořila za posledních 500 milionů let. CO2 vznikající při tomto spalování se uvolňuje do atmosféry, kde zůstává asi polovina. Odhadované vytěžitelné zásoby fosilních paliv jsou dostatečné ke zvýšení obsahu oxidu uhličitého v atmosféře téměř o 200 %. Do roku 2000 se nárůstatmosférického CO2 bude blížit 25 %. To může stačit k tomu, aby vyvolalo měřitelné a možná významné změny v klimatu, a téměř jistě to povede k významným změnám teploty a dalších vlastností stratosféry.“
Odborníci proto doporučili, aby byly prozkoumány možnosti a rizika geoinženýrství. To mělo zvýšit albedo zemského povrchu, aby se kompenzoval oteplovací účinek zvyšující se koncentrace oxidu uhličitého v atmosféře.

Kolem roku 1965 bylo provedeno další hodnocení:
„Lidská kamna a spalovací motory vypouštějí do zemské atmosféry každý rok asi 12 miliard tun oxidu uhličitého. V příštích padesáti letech se tato částka zečtyřnásobí. Takové tempo růstu by mohlo zvýšit průměrnou teplotu Země asi o 1 °C a v dlouhodobém horizontu zvětšit grónský ledový příkrov. a roztát rozsáhlá arktická ledová pole, zvednout hladinu moře o padesát metrů a zaplavit všechny přístavy a pobřeží světa.“

## 70. léta 20. století
70. léta 20. století přinesla velký nárůst znalostí, což bylo částečně způsobeno zlepšenou analytikou.

### Spor mezi předpovědí a trajektorií globální průměrné teploty
Rozpor mezi rostoucími koncentracemi oxidu uhličitého navzdory klesajícím globálním teplotám podnítil Johna D. Hamakera k vytvoření teorie, podle níž by zvýšený skleníkový efekt prostřednictvím změn ve formování mraků, vzorcích srážek a procesech v biosféře zpočátku vedl k oteplování, ale následně by vedl ke zvýšení zalednění na pólech, což by spustilo začátek doby ledové prostřednictvím zpětné vazby ledu a albeda.  Na základě výzkumu z pozdějších let – zejména dat z ledových jader Vostok – však byla jeho teorie vyvrácena.
Až do poloviny 1970. let 67. století průměrné globální teploty nadále klesaly, což vyvolalo ostrou polemiku v klimatologii. Již tehdy se předpokládalo, že příčinou pozorovaného ochlazování by mohly být masivní vstupy aerosolů do atmosféry. Americký prezident byl mimo jiné varován Georgem Kuklou a Reidem Brysonem před dobou ledovou, která tím byla vyvolána. Studie publikovaná Stephenem Schneiderem, mimo jiné, spekulovala o možnosti, že ochlazující účinek aerosolů by mohl maskovat oteplovací účinek skleníkových plynů.  Problém spočíval v tom, že v té době chyběly znalosti o přesném rozsahu ochlazujících nebo oteplujících účinků, a proto se nevědělo, který účinek je silnější.
Na druhé straně však mnohem větší skupina vědců varovala před blížícím se významným globálním oteplováním. Při současných úrovních emisí oxidu uhličitého by oteplování mohlo vést k tomu, že Severní ledový oceán bude bez ledu již v roce 2050.  Již v roce 1971 Německá fyzikální společnost také varovala před člověkem způsobenou změnou klimatu v tiskové zprávě u příležitosti 36. konference fyziků. „Pozorovatelné účinky jsou stále velmi malé,“ ale pokud bude industrializace a populační růst pokračovat nekontrolovaně, „nejpozději za dvě až tři generace bude dosaženo bodu, kdy nevyhnutelně dojde k nezvratným důsledkům globálních rozměrů.“ Bude-li růst spotřeby fosilních paliv pokračovat, bude do roku 2000 dosaženo atmosférické koncentrace CO2 „mezi 370 a 380 ppm“.

V roce 1975 napsal Wallace Broecker v abstraktu jedné ze svých publikací:
„Pokud je prach produkovaný člověkem jako hlavní příčina změny klimatu nedůležitý, existuje přesvědčivý argument, že současný trend ochlazování skončí asi za deset let a bude nahrazen oteplováním způsobeným oxidem uhličitým. Podobně jako v minulosti skončí přirozené ochlazování klimatu, které zhruba od roku 1940 maskovalo působení oxidu uhličitého. Jakmile k tomu dojde, exponenciální nárůst koncentrací oxidu uhličitého v atmosféře se stane významným faktorem, který na začátku příštího století přivede teploty planety mimo rozmezí pozorované za posledních 1000 let.“ 
Broecker měl ve své předpovědi pravdu – dokonce i bez zesílení přibližně 80letého přirozeného cyklu, který v té době mylně předpokládal[ rostoucí koncentrace CO2 způsobily takový nárůst teploty.  Nejen, že jeho práce byla často citována, ale byl v ní použit i termín „globální oteplování“. Od té doby se globální oteplování stalo synonymem pro člověkem způsobenou změnu klimatu.

### Paradox slabého mladého slunce
V roce 1972 Carl Sagan a G. Mullen poukázali na to, že svítivost hvězdy hlavní posloupnosti, jako je naše Slunce, se v průběhu historie Země zvyšovala a v minulosti byla výrazně slabší. Aby se však vyrovnalo slunce, které bylo jen o 2 % slabší, bylo zapotřebí dvojnásobné množství CO2 80 ve vzduchu při atmosférické koncentraci 2 ppm.  Nicméně existovaly jasné důkazy, že voda existovala na Zemi v kapalné formě před miliardami let. Tento rozpor byl nazván paradoxem slabého mladého slunce a byla diskutována některá jeho vysvětlení; Jako nejpravděpodobnější vysvětlení se předpokládala vyšší koncentrace skleníkových plynů.

### Nevyzpytatelná změna klimatu a krátké doby meziledové
Obraz minulých dob ledových mohl být vykreslen stále jasněji a ukazoval, že změna klimatu může probíhat velmi rychle. Navzdory desetiletí trvajícímu předpokladu neměnného a stabilního klimatu nyní vše nasvědčuje tomu, že i malé změny parametrů mohou vést k náhlé změně klimatu. Předběžné práce z roku 1966 již poskytly důkazy, že na konci poslední doby ledové došlo k rychlým a prudkým klimatickým změnám. Nálezy, které v 1960. letech 76. století pocházely výhradně z jader sedimentů z mořského dna kolem Grónska, by nyní mohly být sladěny i na jiných místech na Zemi a s jinými detekčními metodami, jako jsou ledová jádra. Ukázali také, že teplé období, jako bylo holocenní, nebylo v dějinách klimatu čtvrtohor pravidlem, ale výjimkou. Krátká teplá období se střídala s dlouhými chladnými obdobími. Ani v 11. letech 700. století nebylo možné poskytnout žádné metrologické důkazy pro globální oteplování, které bylo předpovídáno již dlouhou dobu, ale nikdy se nepotvrdilo. Navíc současná doba meziledová, holocén, trvá již 11 000 let, zatímco poslední meziledová doba, eemská meziledová, skončila po 77 78 letech. Blížící se doba ledová se proto některým jevila pravděpodobnější než oteplování.

### První globální klimatické modely
Vrtné studie z Grónska ukázaly, že slanost mořské vody v minulosti kolísala spolu s klimatem. Severoatlantický proud se zřejmě několikrát změnil. To podpořilo předpoklady, že oceánské proudy hrají důležitou roli v klimatických událostech, protože mohou přenášet velmi velké množství energie. Syukuro Manabe rozpoznal velký význam oceánů pro pochopení klimatických událostí a v roce 1969 navrhl první klimatický model, pomocí kterého modeloval chování oceánů. Bohužel, ani v 70. letech 20. století nebyly počítače zdaleka tak výkonné, aby dokázaly vypočítat tak složitý klimatický model v delších časových úsecích. 14C studie Revelleho a Suesse ukázala, že oceány potřebují téměř 1000 let k úplné promíchání. To bylo krátké na geologické časové škále, ale jako výpočtové období pro komplexní klimatický model bylo trvání jediného oceánského vzedmutí zjevně příliš dlouhé. Klimatické modely, které kromě radiační bilance a konvekce zohledňovaly i chování oceánů, proto musely být výrazně zjednodušeny, aby zůstaly předvídatelné.
Společně s oceánografem Kirkem Bryanem se Manabemu podařilo navrhnout zjednodušený klimatický model, který kromě radiační rovnováhy a konvekce zahrnoval i roční období a chování oceánů. V roce 1979 bylo možné jejich model vypočítat za období 1000 let. I když měl mnoho nedostatků, měl některé rysy podnebí naší Země; například pouštní oblast Sahary a silné deště v oblasti Tichého oceánu se vytvořily, aniž by vědci speciálně navrhli model, který by tyto jevy znázorňoval. Syukuro Manabe získal v roce 2021 Nobelovu cenu za fyziku za své příspěvky, které významně přispěly k pochopení globálního klimatického systému.

Izotopové stupně v časové blízkosti hranice neogén-čtvrtohory

### Paleoklimatologie
S pomocí klimatických modelů se nyní vědci pokusili správně reprodukovat klima během dob ledových i v moderní době. Pokud by se to podařilo, bylo by možné zjistit, které zpětné vazby v klimatickém systému mají jak silný vliv, a použít tyto parametry k odhadu rozsahu budoucího oteplování. Předpokladem k tomu však bylo znát klima minulých dob ledových. V 70. letech 20. století se o to pokusil projekt CLIMAP, protože pokroky ve výzkumu izotopů a hmotnostní spektrometrii umožnily rekonstruovat klimatickou minulost stále efektivněji.
V roce 1953 Willi Dansgaard ukázal, že složení 18O (kyslík-18) a 2H (vodík) v dešťové vodě kolísá v závislosti na převládající teplotě. Na základě předběžných prací Cesara Emilianiho použili J. D. Hays, John Imbrie a Nicholas Shackleton k analýze teplotního profilu kvartéru princip tzv. izotopové hladiny kyslíku. Analýza, pokrývající období jednoho milionu let, přesvědčivě odhalila, že za silné výkyvy klimatu během této doby jsou zodpovědné výkyvy sluneční intenzity v důsledku změn oběžné dráhy Země. Hojně citovaná „studie kardiostimulátoru“ Hayse, Imbrieho a Shackletona v roce 1976 odstranila poslední pochybnosti o správnosti Crollovy a Milankovičovy teorie; tento cyklus se stal obecně známým jako Milankovićovy cykly. Mírně modifikovaná teorie je od 80. let 20. století nedílnou součástí paleoklimatologie a kvartérního výzkumu a je považována za nepostradatelný nástroj jak při rekonstrukci dob ledových, tak při studiu různých klimatických změn během fanerozoika.
Kromě toho lze Milankovićovy cykly použít také k předpovídání budoucího klimatického vývoje. Na základě svých analýz Shackleton očekával novou dobu ledovou během příštích 20 000 let.

### Nebezpečí kolapsu ledových příkrovů
Na počátku 70. let 20. století teoretické úvahy o struktuře ledových příkrovů ukázaly, že jsou ze své podstaty nestabilní a za určitých podmínek náchylné ke kolapsu.  Glaciolog Johannes Weertman v roce 1983 rozpoznal, že západoantarktický ledový příkrov má speciální topologii, která by mohla vést k takovému kolapsu, čímž potvrdil předpoklady T. Hughese z předchozího roku.  Západoantarktický ledový příkrov spočívá na skalnatých površích nacházejících se pod hladinou moře; Mořské dno se tam zvedá, čím dále se vzdalujete od kontinentálního šelfu směrem k moři, a pak zase klesá dolů. Uzemňovací čára je bod, kde ledový příkrov ztrácí kontakt s pevnou zemí a začíná plavat. Od této chvíle již nemluvíme o ledovci, ale o šelfovém ledovci. Pokud by linie dotyku ledového příkrovu v důsledku tání překonala nejvyšší bod tohoto profilu, nastala by nezadržitelná dynamika, která by měla za následek zrychlený a neúprosný rozpad ledovce. Mercer ve své studii z roku 84 zdůraznil, že takový kolaps by byl jedním z prvních katastrofálních důsledků člověkem způsobené změny klimatu. Ve stejné publikaci se zmínil o tom, že taková událost bude předznamenána rozpadem několika velkých antarktických ledových příkrovů.

### Další zdroje oteplování
V následujících letech vědci zjistili řadu dalších faktorů, které také přispívají ke globálnímu oteplování.

#### Další skleníkové plyny
Atmosférická chemie udělala velký pokrok. Plánovaná konstrukce flotily vysoko létajících nadzvukových letadel, stejně jako velké množství očekávaných vesmírných letů, upozornily vědce na účinky souvisejících emisí ve stratosféře. Studie prokázaly, že ozonová vrstva je poškozována oxidy dusíku a freony, které mají kromě velmi dlouhé životnosti v atmosféře také obrovský potenciál jako skleníkové plyny.  Poprvé byla pozornost věnována také účinkům skleníkových plynů, jako je metan a oxid dusný, kterým byla dosud věnována jen malá pozornost. Těmto hlasům se však dostalo jen malé pozornosti, protože se jednalo pouze o složky vzduchu, jehož koncentrace byla velmi nízká i ve srovnání se stopovým plynem oxidem uhličitým. Lidé raději spekulovali o tom, do jaké míry může kyselina sírová změnit odrazivost (tj. albedo) Země prostřednictvím změny tvorby mraků a mít tak ochlazující účinek.

#### Odpadní teplo
V prvních dvou zprávách pro Římský klub v letech 1972 a 1974 byly příčiny globálního oteplování kromě antropogenního skleníkového efektu poprvé diskutovány také jako „tepelné znečištění“ způsobené odpadním teplem.  Při jejich hypotetickém pokračování s maximálním využitím fotovoltaické energie by bylo v nadcházejících staletích dosaženo limitu globálního růstu určeného stěží snesitelným oteplováním. Při použití pouze neobnovitelných zdrojů energie s ročním nárůstem o 2 % byl vypočítán antropogenní příspěvek odpadního tepla ke globálnímu oteplování nejméně o 3 stupně v roce 2300, což se vzhledem k jednoduchosti použitého modelu překvapivě dobře shoduje s novějšími a propracovanějšími simulacemi.

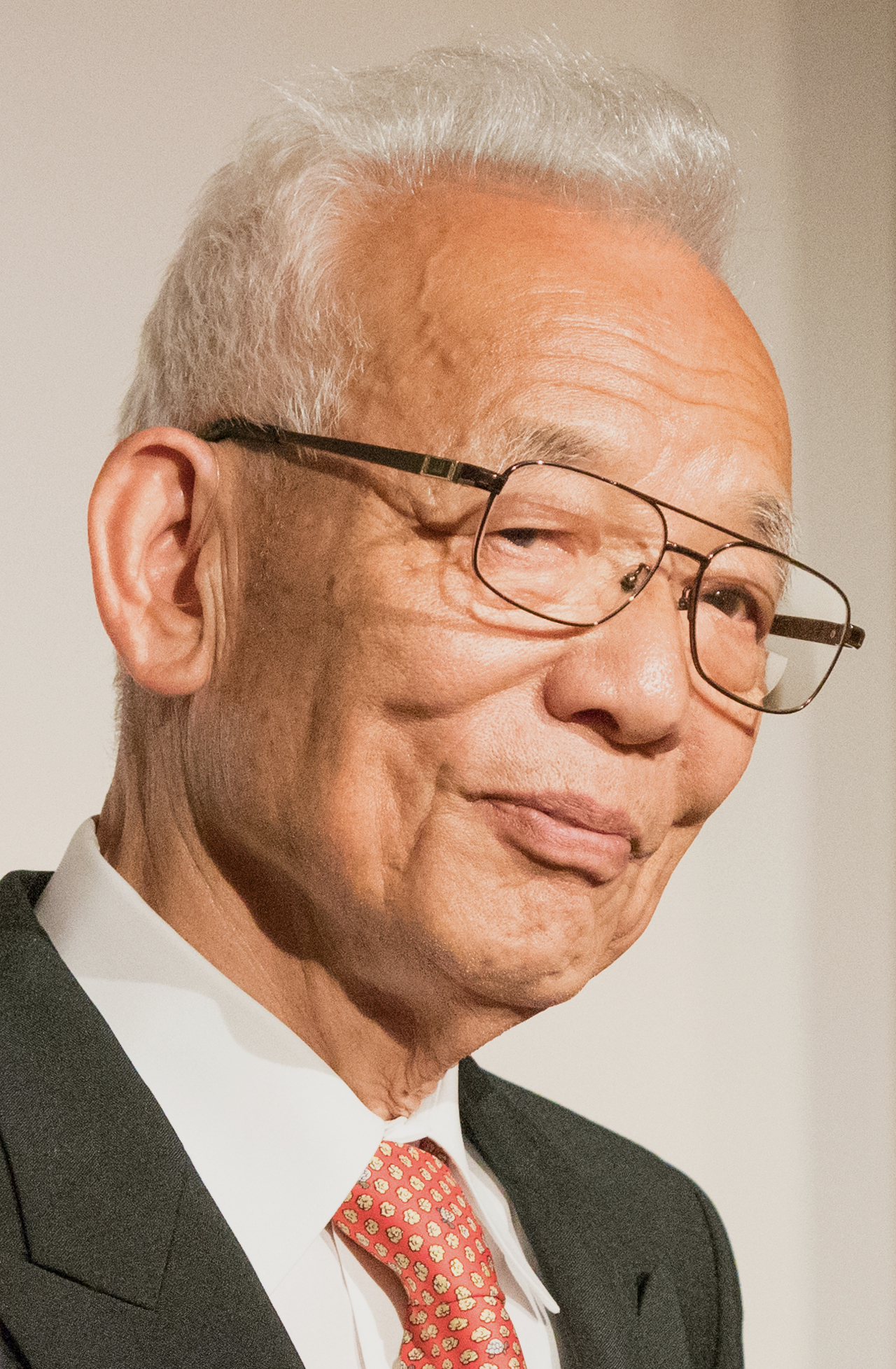
Syukuro Manabe

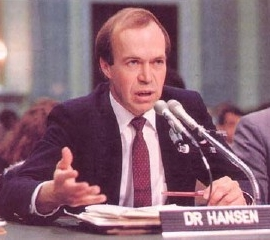
James Hansen

### První světová konference o klimatu
Ústředním milníkem pro uznání změny klimatu jako „vážného problému“ a průlomu pro mezinárodní výzkum klimatu byla 1. světová konference o klimatu v roce 1979 která se uskutečnila mimo jiné z iniciativy Hermanna Flohna (člena expertní skupiny WMO).  Výsledkem Světové konference o klimatu byla zásadní deklarace, jakož i zahájení Světového programu výzkumu klimatu a Mezivládního panelu pro změnu klimatu (IPCC).
Události, jako byla katastrofa způsobená suchem v Sahelu, zvýšily politický tlak na ty, kdo rozhodovali, kteří nebyli rozhodnuti o tom, nakolik konkrétní hrozba vlastně je, protože samotní klimatologové byli rozděleni. Vědecký poradce americké vlády (geofyzik) se tedy rozhodl jmenovat panel odborníků, kteří byli v diskusi nezaujatí. Předsedal jí Jule Gregory Charney a byli dotazováni odborníci, kteří se dosud nezapojili do probíhající debaty. Charneyho skupina porovnala dva klimatické modely, jeden od japonského klimatologa a meteorologa Syukura Manabeho, druhý od amerického klimatologa a pozdějšího dočasného ředitele NASA Jamese E. Hansena. Oba modely se lišily v detailech, ale ne v základním tvrzení, že zvýšení koncentrace stopového plynu oxidu uhličitého by nepochybně vedlo k výraznému zvýšení teploty. Pomocí jednoduchých jednorozměrných atmosférických modelů odborníci mimo jiné zkoumali, zda předchozí modely nemohly zanedbat významný vliv – ale nic nenašli. Manabeho model ukazoval oteplení o 2 stupně pro očekávané zdvojnásobení obsahu oxidu uhličitého v atmosféře, zatímco Hansenův model ukazoval oteplení o 4 stupně. Nakonec se shodli na 3 stupních jako nejpravděpodobnější hodnotě, i když dobře věděli, že se jedná pouze o odhad.
Národní rada pro výzkum v roce 1979 vydala „Zprávu ad hoc vědecké skupiny o oxidu uhličitém a klimatu“ s názvem „Oxid uhličitý a klima, vědecké hodnocení“ také uvedla, že významné oteplení v důsledku tepelné setrvačnosti oceánů nelze očekávat po několik desetiletí.  Zpráva byla později zkráceně nazvána Charneyho zpráva a byla v dobré shodě se zprávou expertní skupiny JASON zveřejněnou ve stejném roce.

### Začátek analýzy systému Země
Již v 60. letech 20. století vědci rozpoznali, že procesy v klimatickém systému jsou výsledkem velkého množství vzájemně se ovlivňujících procesů. To může být pochopeno pouze tehdy, pokud lze také pochopit a zmapovat vzájemné ovlivňování všech zúčastněných složek a procesů ve vhodné formě. V roce 1983 byl ve Vídni založen Mezinárodní institut pro aplikovanou systémovou analýzu, který podporuje výzkum v této oblasti. Následně NASA založila Výbor pro vědy o zemském systému a v Německu v roce 1992 Postupimský institut pro výzkum klimatických dopadů. Od té doby se věda o zemském systému prováděná v těchto ústavech používá ke zkoumání vývoje a účinků globální změny životního prostředí.

## 80. léta 20. století
Počet vědeckých publikací o změně klimatu byl v 80. letech 20. století asi dvakrát vyšší než v 70. letech. Na světlo vyšlo mnoho podrobností o historii klimatu: například nevyzpytatelné klimatické změny objevené již v 70. letech 20. století byly podrobněji popsány jako Heinrichovy události a Dansgaard-Oeschgerovy události. T. Wigley a Philip D. Jones v článku publikovaném v časopise Nature v roce 1981 napsali: Ačkoli je rozšířený názor, že zvýšení koncentrace oxidu uhličitého vede k oteplování klimatu, toto oteplování zatím není zjistitelné kvůli šumu v klimatickém systému. Ve své studii tvrdí, že toto oteplování nebude až do konce století dostatečně výrazné, aby jasně vyčnívalo z šumu v pozadí.
V Německu způsobil smog vážná dopravní omezení a byl rozpoznán problém zvyšujícího se znečištění ovzduší. Helsinský protokol, který vstoupil v platnost v roce 1987, snížil úroveň znečištění na celém světě a zvrátil trend ochlazování pozorovaný od 40. let 20. století. Nejen, že se od roku 1988 opět oteplilo, ale rok 1974 se dokonce zapsal do historie jako nejteplejší rok od doby, kdy se začaly systematicky zaznamenávat povětrnostní záznamy.

### Regulační mechanismus Země
Na počátku 80. let 20. století vědci zjistili, že uhlíkový cyklus má nějaký regulační mechanismus, který udržuje Zemi v teplotním rozmezí příznivém pro vývoj života po většinu času. Již dlouho bylo známo, že skleníkový plyn oxid uhličitý se do atmosféry dostává sopečnou činností a je opět odstraňován zvětráváním horniny. Proces zvětrávání horniny má dvě základní vlastnosti. Na jedné straně jeho intenzita závisí na průměrné teplotě Země a při vyšších teplotách se váže více uhlíku a na druhé straně je velmi pomalý. Dalo se tedy předpokládat, že v historii Země musely existovat fáze, ve kterých tento proces selhal, protože reagoval příliš pomalu. Geologové nakonec našli v Namibii vhodné horninové vrstvy: starší vrstvy svědčí o dlouhotrvajícím zalednění, které, jak bylo známo, postihlo velké části zeměkoule. Vzhledem k tomu, že ledové plochy velmi účinně odrážejí přicházející sluneční světlo, byla nutná velmi vysoká koncentrace skleníkových plynů, aby se Země osvobodila od tohoto zalednění. A skutečně, překrývající se mladší vrstvy svědčily o následné velmi vysoké míře zvětrávání, jak se dalo očekávat v teplém podnebí. Během dlouhé doby ledové bylo zvětrávání velmi nízké, zatímco sopky neustále zvyšovaly koncentraci oxidu uhličitého v atmosféře, dokud ledové masy nezačaly tát a tak se ochlazující "zrcadlo" bílých ledových ploch postupně zmenšovalo, což urychlovalo proces oteplování prostřednictvím zpětné vazby ledu a albeda, dokud všechen led neroztál a Země nebyla v horkém klimatu. Toto extrémně teplé klima trvalo desítky tisíc let, přesně jak se dalo očekávat z dynamiky zvětrávání hornin. Důvodem bylo, že ledové masy tály podstatně rychleji, než mohl oxid uhličitý zmizet z atmosféry. S objevem řídícího mechanismu byl nalezen zásadní prvek pro objasnění takzvaného paradoxu slabého mladého Slunce. Vědci dlouho hledali vysvětlení pro skutečnost, že kapalná voda existovala po celou historii Země, i když zářivá síla Slunce v Archaiku byla asi o 25 % slabší než dnes a v průběhu několika miliard let se neustále zvyšovala.

### Klimatické modely
Vědci nyní do svých výpočtů zahrnuli také kolísání sluneční aktivity a začali brát v úvahu detaily zemských mas. Parametrizovali například rychlost, s jakou déšť odtéká na různých půdách, a nižší odrazivost (albedo) lesů ve srovnání s pouštěmi. Navzdory velkému úsilí však byly klimatické modely v 1980. letech v mnoha ohledech chybné. Simulační běhy trvající několik let obvykle končily v nereálných podmínkách; Při absenci alternativ modeláři často vybírali parametry bez empirického základu, jen aby vyloučili takové nemožné stavy.
Jedním z problémů, který zůstal v 1980. letech nevyřešen, byl nízký teplotní kontrast mezi polárními a rovníkovými oblastmi, který zřejmě existoval během dob ledových, což nebylo nalezeno v klimatických modelech. Data CLIMAP se neshodovala s modely, bez ohledu na to, jak se je výzkumníci snažili parametrizovat. Porovnání 14 klimatických modelů také ukázalo, že oblačnost nebyla v modelech v žádném případě adekvátně zastoupena.  Bohužel, dostupná data z družic také nebyla dostatečně přesná, aby tento nedostatek na základě pozorování napravila.

### Nebezpečí nukleární zimy
Když se v 80. letech zdálo, že studená válka eskaluje, začali atmosféričtí fyzici zkoumat možné důsledky globální jaderné války. Několik nezávislých studií trvalo na nebezpečí jaderné zimy, která by byla důsledkem masivního přísunu aerosolu způsobeného výbuchem velkého počtu jaderných bomb. Vzhledem k tomu, že taková událost by ohrozila přežití lidstva, diskuse o ní získala pozornost veřejnosti. Téma se řešilo i v médiích a mimo jiné se stalo námětem úspěšného televizního filmu Den poté, který byl následně uveden v mnoha kinech po celém světě.

### Arrhenius potvrzen
Ve 30. letech 20. století Alfred Wegener odebral ledová jádra z grónského ledu, aby získal cenné informace o klimatické minulosti. V následujících letech pokroky ve fyzikální a chemické analýze umožnily vědcům získat ze vzorků stále více informací. Na začátku roku 1980, po letech marného úsilí, bylo konečně možné spolehlivě rekonstruovat koncentraci oxidu uhličitého v uplynulých obdobích z drobných vzduchových bublinek uložených v ledu. To, co našli, byla senzace: na vrcholu poslední doby ledové před 20 000 lety byla koncentrace oxidu uhličitého jen poloviční ve srovnání s dobou meziledovou ve 20. století. To poprvé dokázalo to, co John Tyndall, Svante Arrhenius a Thomas Chamberlin tušili o 80 let dříve, ale nebyli schopni dokázat během svého života: Drastický pokles koncentrací atmosférického oxidu uhličitého byl nezbytný pro vznik dob ledových. Další jistotu poskytl vrt v Antarktidě, kde ledové jádro umožnilo rekonstrukci posledních 150 000 let. Ukázal průběh koncentrace oxidu uhličitého v průběhu celého cyklu doby ledové: teplý – studený – teplý. Koncentrace oxidu uhličitého v atmosféře byla překvapivě synchronní s teplotní křivkou, během doby ledové byla nízká, během teplé fáze vysoká.

### Metan
Ledová jádra vykazovala nejen vzestup a pokles koncentrace CO2, ale také vzestup a pokles koncentrace metanu téměř přesně paralelně. Byla vysoká, když bylo teplo, a nízká, když byla zima. Izotopové studie ukázaly, že zdrojem tohoto metanu jsou živé organismy. Při hledání možných kandidátů bylo nalezeno mnoho možných zdrojů: rýžová pole, bakterie v žaludcích přežvýkavců, v půdě bažin a bažin. Živé organismy měly samozřejmě významný vliv na vývoj globálního klimatu.
Přestože koncentrace tohoto skleníkového plynu byla výrazně nižší než koncentrace CO2 a průměrná doba zdržení v atmosféře byla pouhých 12 let, účinek metanu jako skleníkového plynu po dobu 20 let je 72krát větší než účinek CO2. Koncentrace metanu v atmosféře se v 80. letech 20. století zvyšovala o 1 % ročně. Stoupá od konce 16. století.

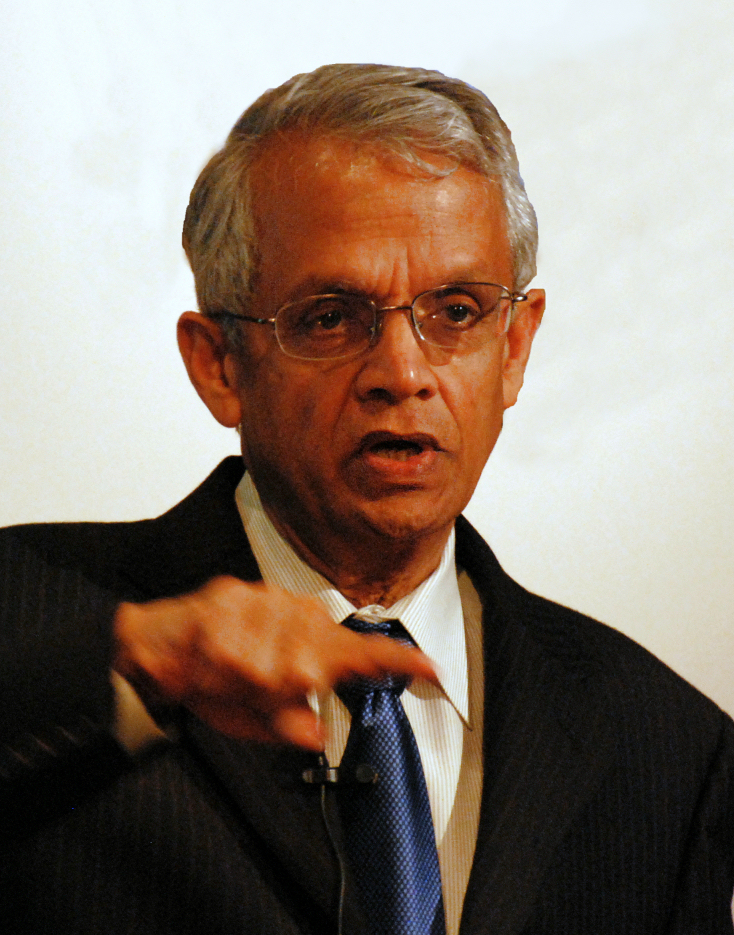
Veerabhadran Ramanathan

### Ještě více skleníkových plynů
Oceánograf Veerabhadran Ramanathan patřil do skupiny těch, kteří v polovině 70. let varovali před málo povšimnutými skleníkovými plyny ve velmi nízkých koncentracích.  V roce 1981 Ramanathan napsal, že velmi silný skleníkový efekt samotných freonů by mohl do roku 2000 ohřát Zemi o celý stupeň, pokud by emise tohoto plynu pokračovaly současným tempem. V roce 1985 publikoval v senzačním článku, že ne méně než 30 stopových plynů působí jako skleníkové plyny a že lidé již výrazně zvýšili a nadále zvyšují koncentraci řady těchto plynů. Celkově vzato by tyto plyny měly téměř stejný potenciál globálního oteplování jako oxid uhličitý, který byl dosud jediným předmětem úvah.
Stalo se, že v roce jeho vydání byla objevena ozonová díra nad Antarktidou. Atmosféričtí chemici měli pravdu, když varovali před hrozbou pro ozonovou vrstvu. A dokonce i politici, kteří nejsou specialisté, se nyní mohli přesvědčit, jak velký vliv mohou mít stopové plyny nejnižší koncentrace na atmosféru. Bylo-li hrozbou globální oteplování způsobené samotným oxidem uhličitým, nyní bylo jasné, že v jádru je problém mnohem větší. Bylo zapotřebí mezinárodní akce. O dva roky později, v roce 1987, Montrealský protokol rozhodl o zákazu výroby freonů.

### Založení IPCC
V listopadu 1988 založil Program OSN pro životní prostředí (UNEP) a Světová meteorologická organizace (WMO) Mezivládní panel pro změnu klimatu (IPCC).  IPCC byl založen pod vedením konzervativní Reaganovy administrativy s úkolem shrnout zprávy a doporučení od všech předních světových vědců v oblasti klimatologie, s konsensem zúčastněných vlád pro každou zprávu.

## 90. léta 20. století
Počet vědeckých publikací o změně klimatu se v 90. letech 20. století opět zdvojnásobil. Zatímco v roce 1990 se konalo pouze 40 konferencí s příspěvky o globálním oteplování, v roce 1997 jich bylo již více než 100. Nárůst znalostí byl odpovídajícím způsobem velký.

### Světové radiační centrum
V roce 1992 bylo na švýcarské Spolkové vysoké technické škole v Curychu (ETH Zurich) založeno Světové centrum pro monitorování radiace, které bylo následně rozšířeno. Výsledkem je celosvětová síť více než 50 pozemních stanic, jejichž výsledky měření jsou k dispozici téměř v reálném čase a které umožňují vyhodnocení všech relevantních složek záření, včetně globálního, reflexního a přímého záření, jakož i pozemních složek, jako je atmosférická protiradiace. To umožnilo přesně zkoumat, dokumentovat a archivovat změny skleníkového efektu nebo radiačního působení v rámci Globálního systému pozorování klimatu (GCOS).

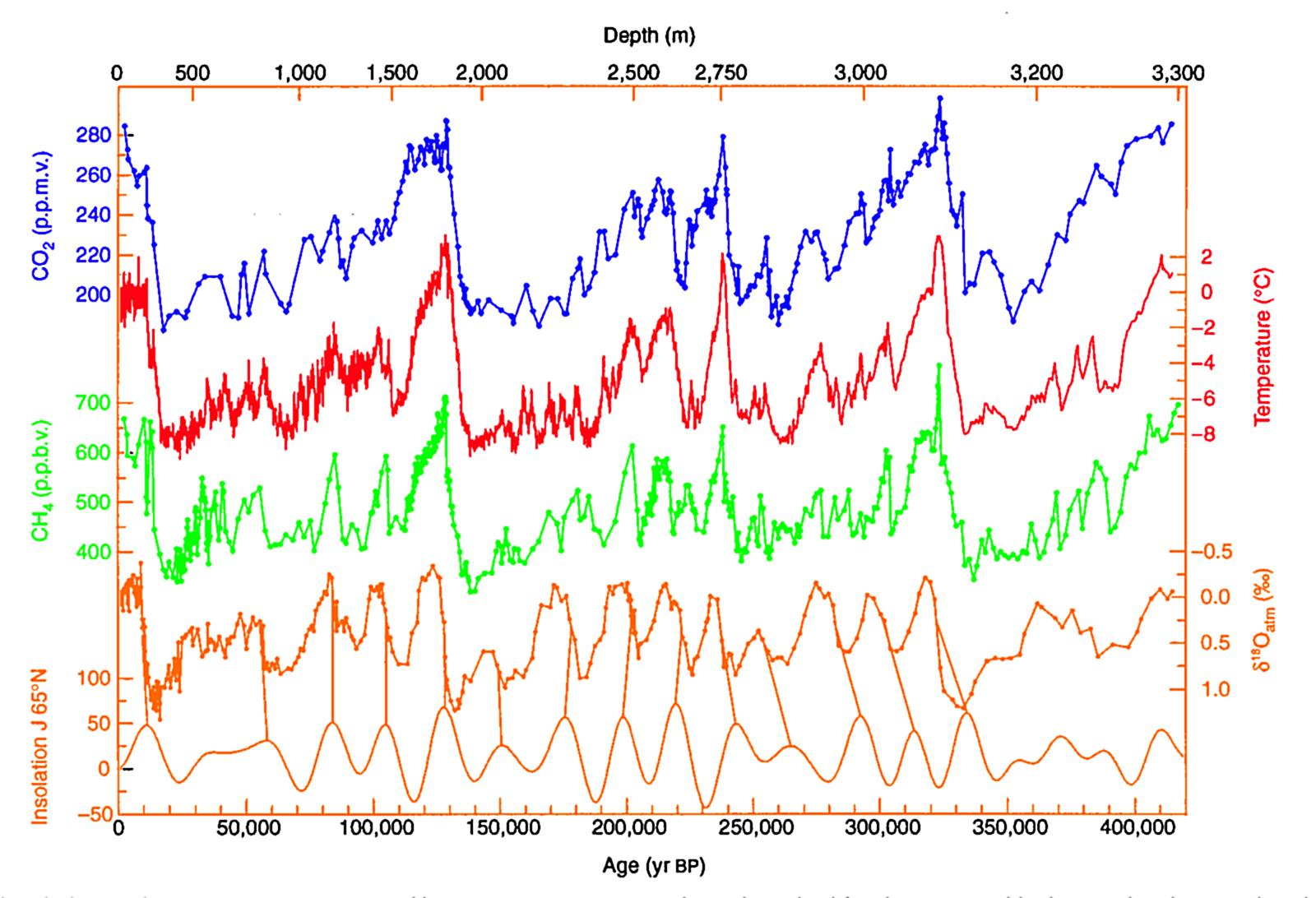
Analýza ledového jádra Vostok: křivka teploty, průběh koncentrace oxidu uhličitého, koncentrace metanu a intenzity slunečního záření, tzv. insolace, za posledních 400 000 let.

### Ledová jádra ze stanice Vostok
Na konci devadesátých let se rusko-francouzskému výzkumnému týmu ze stanice Vostok ve východní Antarktidě podařilo získat ledové jádro s novou rekordní délkou přes 3000 metrů. V průběhu klimatu posledních 420 000 let to ukázalo čtyři kompletní cykly doby ledové, z nichž každý trval 100 000 let. Pomocí zdokonalených analytických metod bylo možné pochopit překvapivě dobrou shodu s Milankovićovými cykly v Grónsku a paralelní vzestup a pokles koncentrací oxidu uhličitého a metanu. Bližší analýza potvrdila předpoklad učiněný o několik let dříve: Ke zvýšení koncentrace oxidu uhličitého došlo vždy po zvýšení teploty. Zatímco předchozí výsledky naznačovaly časovou prodlevu 600 až 800 let, nedávné práce naznačují, že mezi oteplením a nárůstem koncentrací CO2 byla malá nebo žádná časová prodleva několika let nebo desetiletí.
Oteplení nebylo synchronní; mezi severní a jižní polokoulí byl významný časový rozdíl, přičemž oteplování jižní polokoule začalo dříve než oteplování severní polokoule.
Hodnocení ledovcového jádra opět prokázalo důležitost skleníkových plynů i dalších zpětnovazebních mechanismů: Nepatrná změna radiační bilance Země vyvolaná Milankovićovými cykly byla umocněna změnou koncentrace atmosférických koncentrací skleníkových plynů. Spolu se zpětnou vazbou ledu a albeda, zpětnou vazbou vodní páry a dalšími, slabšími zpětnými vazbami byl tento efekt tak velký, že vedl k příchodům a odchodům dob ledových. Zůstává nejasné, zda uvolněný oxid uhličitý pochází ze světových oceánů, permafrostu, hydrátů metanu nebo jiných zdrojů. Jisté bylo jen to, že zvýšení koncentrace těchto plynů bylo důsledkem tohoto mírného oteplení a dále ho zesílilo.
Zatímco koncentrace skleníkových plynů se v průběhu čtvrtohorní doby ledové často zvyšovala v reakci na trend oteplování Milankovićových cyklů, lidské (antropogenní) emise jsou v současné době zodpovědné za skutečnost, že koncentrace skleníkových plynů předchází skutečnému nárůstu teploty. Efekt je samozřejmě v obou případech stejný: zvyšující se oteplování spojené s dalším uvolňováním skleníkových plynů, jak by tomu mohlo být například v oblastech tajících permafrostu. Totéž platí pro hydrát metanu přítomný v mnoha oceánských oblastech, který je uložen v pevné formě na šelfových základnách a v hlubokém moři a váže na sebe velké množství metanu v řádu asi 10 bilionů tun. V nadcházejících desetiletích by tedy zvýšené uvolňování metanu z hydrátů metanu nebo permafrostu mohlo být jasným varovným signálem sebeposilující se oteplovací spirály.

### 1. a 2. hodnotící zpráva IPCC
První hodnotící zpráva IPCC, zveřejněná v roce 1990, uváděla, že je jisté, že existuje přirozený skleníkový efekt a že lidé zvyšují koncentraci některých skleníkových plynů, což by vedlo ke zvýšení globálních teplot.  Zatím však existuje jen málo empirických důkazů o člověkem vyvolané změně klimatu.
Ve druhé hodnotící zprávě zveřejněné o šest let později, které předsedal Benjamin D. Santer, bylo poprvé uvedeno: „'bilance důkazů' naznačuje, že existoval 'rozpoznatelný' vliv člověka na klima 20. století“.